# Clair Patterson
Clair Cameron Patterson (Mitchellville, Iowa, 2. lipnja 1922. - Sea Ranch, Kalifornija, 5. prosinca 1995.) bio je američki geokemičar. Razvio je uran-olovo metodu datiranja i koristeći izotope olova i uranija iz Canyon Diablo meteora izračunao starost Zemlje od 4,55 milijardi godina.
Koristeći nove metode datiranja radioaktivnog raspada olova za izračunavanje Zemljine starosti (krajem četrdesetih, dok je još bio student), uočio je da su njegovi uzorci stijena kontaminirani. U to vrijeme je izvor onečišćenja bio nepoznat.

## Procjena starosti Zemlje
Harrison Brown sa Sveučilišta u Chicagu razvio je relativno novu metodu prebrojavanja izotopa olova u magmatskim stijenama, i zadao je Pattersonu kao projekt za doktorsku disertaciju 1948. Patterson je smatrao da su meteori ostatci materijala iz kojeg se formirao Sunčev sustav i da će određivanjem njihove starosti odrediti i starost Zemlje. Kada je pronašao odgovarajuće uzorke, mjerenja je obavio na najmodernijem modelu spektrografa masa. Kada je vidio rezultate, bio je toliko uzbuđen da ga je, kada je došao kući u Iowu, majka odvezla u bolnicu jer je mislio da je dobio srčani udar. Naime, u to doba se pretpostavljalo da je Zemlja stara možda nekoliko stotina milijuna godina.
Ubrzo nakon toga Patterson otkriva svoju brojku od 4,55 milijardi godina (70 milijuna više ili manje), a sva mjerenja nakon toga samo su pokazala da je bio u pravu.

## Kampanja protiv trovanja olovom
Nakon završetka tog posla, Patterson se vratio svome početnom pokusu i velikoj količini olova u stijenama. Pomoću uzoraka leda s Grenlanda odredio je da količina olova u atmosferi neprestano raste ubrzo nakon što se tetra-etilno olovo počelo upotrebljavati kao dodatak benzinu. Nakon što je utvrdio uzrok povećanoj koncentraciji olova i uvidio kakve posljedice po zdravlje takvo onečišćenje ima, odlučio je posvetiti ostatak svog života jednome cilju – uklanjanju što veće količine olova iz okoliša. 
Pažnju javnosti pokušao je privući 1965. objavivši knjigu Čovjekovi kontaminirani i prirodni olovni okoliši. Borio se protiv moćnih korporacija poput Etilne korporacije, ali i cijele industrije olova, zbog čega je izbačen iz Nacionalnog istraživačkog vijeća, odjela za onečišćenje atmosfere olovom. Nakon toga nije bio primljen ni u kakvu istraživačku organizaciju, uključujući i Javnu zdravstvenu službu Sjedinjenih Američkih Država.
Zahvaljujući Pattersonovoj borbi 1970. usvojen je Zakon o čistom zraku, po kojemu se olovo moralo ukloniti iz benzina do 1986. Ubrzo nakon što je zakon stupio na snagu, koncentracija olova u krvi građana SAD-a smanjila se za 80%.
Nažalost, Patterson je danas marginaliziran i gotovo nigdje se ne spominje da je on odredio starost Zemlje, što je bilo jedno od najvažnijih geoloških otkrića u 20. stoljeću, a nisu mu pripisane ni zasluge u borbi za smanjenje količine olova u američkoj industriji.[nedostaje izvor]